# Danh sách giải thưởng và đề cử của Mỹ Tâm
Phan Thị Mỹ Tâm (sinh ngày 16 tháng 1 năm 1981), thường được biết đến với nghệ danh Mỹ Tâm, là một nữ ca sĩ kiêm sáng tác nhạc, đạo diễn và diễn viên người Việt Nam. Sinh ra tại Đà Nẵng, cô sớm bộc lộ năng khiếu về âm nhạc và liên tiếp giành chiến thắng tại nhiều cuộc thi ca hát lớn nhỏ lúc còn ở độ tuổi thiếu niên. Cô khởi nghiệp ca hát bằng album đầu tay Mãi yêu (2001) và album kế tiếp Đâu chỉ riêng em (2002) không lâu sau khi tốt nghiệp thủ khoa tại trường Nhạc viện Thành phố Hồ Chí Minh. Album phòng thu thứ ba, Yesterday & Now (2003) giúp cô lập kỷ lục về doanh số bán ra tại thị trường trong nước.
Trong những năm còn lại của thập niên 2000, Mỹ Tâm phát hành một chuỗi các sản phẩm âm nhạc thành công về mặt chuyên môn và thương mại, bao gồm các album đề cử cho giải Cống hiến Hoàng hôn thức giấc (2005), Vút bay (2006), Trở lại (2008). Năm 2004, Mỹ Tâm tổ chức chương trình biểu diễn "Liveshow Ngày ấy & bây giờ", có mức kinh phí đầu tư lớn nhất tại Việt Nam lúc đó. Trong thập niên 2010, cô thực hiện chuyến lưu diễn "Heartbeat" và hành Tâm (2013), Tâm 9 (2017), liên tiếp gặt hái thành công thương mại. Bên cạnh việc tự sáng tác, cô còn hát các ca khúc của tác giả khác như "Tóc nâu môi trầm", "Họa mi tóc nâu", "Ước gì", "Hát với dòng sông", "Xích lô" hay "Cây đàn sinh viên".
Được mệnh danh là "nữ hoàng V-pop", nhiều tác giả và nhà báo trong nước lẫn quốc tế từng nhìn nhận Mỹ Tâm là một trong những nữ nghệ sĩ có ảnh hưởng lớn tại Việt Nam. Trong suốt sự nghiệp âm nhạc của mình, Mỹ Tâm giành được 5 giải Cống hiến, 1 giải Âm nhạc châu Âu của MTV, 11 lần liên tiếp nhận giải "Ca sĩ được yêu thích nhất" và 3 năm liên tiếp nhận giải "Gương mặt của năm" của Giải thưởng Làn Sóng Xanh. Tại sự kiện Top Asia Corporate Ball 2014 ở Kuala Lumpur, cô thắng giải "Huyền thoại Âm nhạc châu Á" và là "Nghệ sĩ có album bán chạy nhất lãnh thổ" do Liên đoàn Công nghiệp ghi âm quốc tế (IFPI) công nhận trong năm 2014. Cô xuất hiện trong danh sách "Top 50 Phụ nữ ảnh hưởng nhất Việt Nam" (2017) do tạp chí Forbes công bố. Cô còn là ca sĩ Việt Nam đầu tiên có một album lọt vào top 10 Billboard World Album vào tháng 1 năm 2018. Mỹ Tâm còn làm giám khảo cho các cuộc thi như Vietnam Idol: Thần tượng Âm nhạc Việt Nam (2012 – 13), Sao Mai điểm hẹn (2010), Giọng hát Việt (2015), góp mặt trong phim truyền hình Cho một tình yêu (2010). Năm 2019, cô lần đầu đạo diễn cho bộ phim điện ảnh đầu tay Chị trợ lý của anh.

## Danh sách

### Quốc tế
| Giải thưởng             | Năm  | Hạng mục                                             | Tác phẩm đề cử           | Kết quả   | Chú thích           |
| ----------------------- | ---- | ---------------------------------------------------- | ------------------------ | --------- | ------------------- |
| BAMA Music Awards       | 2017 | BAMA'S Best Song                                     | Ca khúc Đâu chỉ riêng em | Đề cử     | [ 1 ] [ 2 ]         |
| BAMA Music Awards       | 2017 | Best Asian Act                                       | —                        | Đề cử     | [ 1 ] [ 2 ]         |
| BAMA Music Awards       | 2017 | Best Vietnamese Act                                  | —                        | Đề cử     | [ 1 ] [ 2 ]         |
| BAMA Music Awards       | 2017 | BAMA People's Choice Award                           | —                        | Đề cử     | [ 1 ] [ 2 ]         |
| Big Apple Music Awards  | 2015 | Best Selling Artist of Asia                          | —                        | Đoạt giải | [ 3 ] [ 4 ] [ 5 ]   |
| Big Apple Music Awards  | 2016 | Best Selling Artist of Asia                          | —                        | Đề cử     |                     |
| Mnet Asian Music Awards | 2012 | Asian Artist Award                                   | —                        | Đoạt giải | [ 6 ]               |
| MTV Europe Music Awards | 2013 | Best Southeast Asian Act                             | —                        | Đoạt giải | [ 7 ]               |
| MTV Europe Music Awards | 2013 | Best Southeast Asia, China, Hong Kong and Taiwan Act | —                        | Đề cử     | [ 7 ]               |
| Top Asia Corporate Ball | 2014 | Asia's Music Legend                                  | —                        | Đoạt giải | [ 8 ]               |
| World Music Awards      | 2014 | World's Best Selling Vietnamese Artist               | —                        | Đoạt giải | [ 9 ] [ 10 ] [ 11 ] |
| World Music Awards      | 2014 | World's Best Live Act                                | —                        | Đề cử     | [ 9 ] [ 10 ] [ 11 ] |
| World Music Awards      | 2014 | World’s Best Entertainer of the Year                 | —                        | Đề cử     | [ 9 ] [ 10 ] [ 11 ] |
| World Music Awards      | 2014 | World's Best Female Artist                           | —                        | Đề cử     | [ 9 ] [ 10 ] [ 11 ] |

### Việt Nam
| Giải thưởng                     | Năm  | Hạng mục                                      | Tác phẩm đề cử                     | Kết quả   | Chú thích     |
| ------------------------------- | ---- | --------------------------------------------- | ---------------------------------- | --------- | ------------- |
| Giải thưởng Âm nhạc Cống hiến   | 2005 | Chương trình của năm                          | Liveshow Ngày ấy và bây giờ        | Đề cử     |               |
| Giải thưởng Âm nhạc Cống hiến   | 2005 | Ca sĩ của năm                                 | —                                  | Đề cử     |               |
| Giải thưởng Âm nhạc Cống hiến   | 2006 | Album của năm                                 | Album Hoàng hôn thức giấc          | Đề cử     |               |
| Giải thưởng Âm nhạc Cống hiến   | 2006 | Chương trình của năm                          | Live tour Sức mạnh những ước mơ    | Đề cử     |               |
| Giải thưởng Âm nhạc Cống hiến   | 2006 | Ca sĩ của năm                                 | —                                  | Đề cử     |               |
| Giải thưởng Âm nhạc Cống hiến   | 2007 | Album của năm                                 | Album Vút bay                      | Đề cử     |               |
| Giải thưởng Âm nhạc Cống hiến   | 2007 | Ca sĩ của năm                                 | —                                  | Đề cử     |               |
| Giải thưởng Âm nhạc Cống hiến   | 2009 | Album của năm                                 | Album Trở lại                      | Đề cử     |               |
| Giải thưởng Âm nhạc Cống hiến   | 2009 | Ca sĩ của năm                                 | —                                  | Đoạt giải |               |
| Giải thưởng Âm nhạc Cống hiến   | 2013 | Ca sĩ của năm                                 | —                                  | Đoạt giải | [ 12 ]        |
| Giải thưởng Âm nhạc Cống hiến   | 2013 | Bài hát của năm                               | Ca khúc Chuyện như chưa bắt đầu    | Đề cử     | [ 12 ]        |
| Giải thưởng Âm nhạc Cống hiến   | 2014 | Ca sĩ của năm                                 | —                                  | Đề cử     |               |
| Giải thưởng Âm nhạc Cống hiến   | 2015 | Ca sĩ của năm                                 | —                                  | Đoạt giải | [ 13 ]        |
| Giải thưởng Âm nhạc Cống hiến   | 2015 | Chương trình của năm                          | Liveshow Heartbeat                 | Đề cử     | [ 13 ]        |
| Giải thưởng Âm nhạc Cống hiến   | 2018 | Video âm nhạc của năm                         | Video âm nhạc Đừng hỏi em          | Đề cử     | [ 14 ]        |
| Giải thưởng Âm nhạc Cống hiến   | 2018 | Album của năm                                 | Album Tâm 9                        | Đoạt giải | [ 14 ]        |
| Giải thưởng Âm nhạc Cống hiến   | 2018 | Ca sĩ của năm                                 | —                                  | Đoạt giải | [ 14 ]        |
| Giải Mai Vàng                   | 2001 | Nữ ca sĩ được yêu thích nhất                  | Ca khúc Cây đàn sinh viên          | Đoạt giải |               |
| Giải Mai Vàng                   | 2003 | Nữ ca sĩ nhạc nhẹ                             | Ca khúc Ước gì                     | Đoạt giải |               |
| Giải Mai Vàng                   | 2006 | Nữ ca sĩ nhạc nhẹ                             | Ca khúc Dường như ta đã            | Đề cử     |               |
| Giải Mai Vàng                   | 2008 | Nữ ca sĩ nhạc nhẹ                             | Ca khúc Hơi ấm ngày xưa            | Đoạt giải | [ 15 ]        |
| Giải Mai Vàng                   | 2010 | 10 ca sĩ của năm                              | —                                  | Đoạt giải | [ 16 ]        |
| Giải Mai Vàng                   | 2011 | Ca khúc                                       | Ca khúc Cho một tình yêu           | Đề cử     |               |
| Giải Mai Vàng                   | 2014 | 10 ca sĩ của năm                              | —                                  | Đoạt giải | [ 17 ]        |
| Giải Mai Vàng                   | 2014 | Nữ ca sĩ nhạc nhẹ                             | Ca khúc Nắm lấy tay nhau           | Đề cử     |               |
| Giải Mai Vàng                   | 2015 | Nữ ca sĩ nhạc nhẹ                             | Ca khúc Khi cô đơn anh gọi tên em  | Đề cử     |               |
| Giải Mai Vàng                   | 2018 | Nữ ca sĩ nhạc nhẹ                             | Ca khúc Người hãy quên em đi       | Đề cử     |               |
| Giải Mai Vàng                   | 2018 | Video ca nhạc                                 | Video âm nhạc Người hãy quên em đi | Đề cử     |               |
| Giải Mai Vàng                   | 2019 | Nữ ca sĩ nhạc nhẹ                             | Ca khúc Anh đợi em được không?     | Đề cử     |               |
| Giải Mai Vàng                   | 2019 | Ca khúc                                       | Ca khúc Anh đợi em được không?     | Đề cử     |               |
| Giải Mai Vàng                   | 2020 | Nữ ca sĩ nhạc nhẹ                             | Ca khúc Đúng cũng thành sai        | Đề cử     |               |
| Giải Mai Vàng                   | 2021 | Ca sĩ nhạc nhẹ                                | Ca khúc Hào quang                  | Đề cử     |               |
| Giải thưởng Video Âm nhạc Việt  | 2011 | Nữ ca sĩ xuất sắc nhất                        | Video âm nhạc Đánh thức bình minh  | Đoạt giải |               |
| Giải thưởng Video Âm nhạc Việt  | 2011 | Video âm nhạc được yêu thích nhất             | Video âm nhạc Đánh thức bình minh  | Đoạt giải |               |
| Làn Sóng Xanh                   | 2002 | 10 ca sĩ được yêu thích nhất                  | —                                  | Đoạt giải |               |
| Làn Sóng Xanh                   | 2003 | 10 ca sĩ được yêu thích nhất                  | —                                  | Đoạt giải |               |
| Làn Sóng Xanh                   | 2004 | 10 ca sĩ được yêu thích nhất                  | —                                  | Đoạt giải |               |
| Làn Sóng Xanh                   | 2005 | 10 ca sĩ được yêu thích nhất                  | —                                  | Đoạt giải |               |
| Làn Sóng Xanh                   | 2006 | 10 ca sĩ được yêu thích nhất                  | —                                  | Đoạt giải |               |
| Làn Sóng Xanh                   | 2007 | 10 ca sĩ được yêu thích nhất                  | —                                  | Đoạt giải |               |
| Làn Sóng Xanh                   | 2008 | 10 ca sĩ được yêu thích nhất                  | —                                  | Đoạt giải |               |
| Làn Sóng Xanh                   | 2009 | 10 nhạc sĩ được yêu thích nhất                | —                                  | Đoạt giải | [ 18 ]        |
| Làn Sóng Xanh                   | 2009 | 10 ca sĩ được yêu thích nhất                  | —                                  | Đoạt giải | [ 18 ]        |
| Làn Sóng Xanh                   | 2009 | Gương mặt ca sĩ của năm - Nữ                  | —                                  | Đề cử     | [ 18 ]        |
| Làn Sóng Xanh                   | 2010 | Gương mặt ca sĩ của năm - Nữ                  | —                                  | Đoạt giải | [ 19 ]        |
| Làn Sóng Xanh                   | 2010 | 10 ca sĩ được yêu thích nhất                  | —                                  | Đoạt giải | [ 19 ]        |
| Làn Sóng Xanh                   | 2011 | 10 ca sĩ được yêu thích                       | —                                  | Đoạt giải | [ 20 ]        |
| Làn Sóng Xanh                   | 2011 | 10 nhạc sĩ được yêu thích                     | —                                  | Đoạt giải | [ 20 ]        |
| Làn Sóng Xanh                   | 2011 | Gương mặt ca sĩ của năm - Nữ                  | —                                  | Đoạt giải | [ 20 ]        |
| Làn Sóng Xanh                   | 2011 | Album của năm                                 | Album Cho một tình yêu             | Đề cử     | [ 20 ]        |
| Làn Sóng Xanh                   | 2012 | Gương mặt ca sĩ của năm - Nữ                  | —                                  | Đoạt giải | [ 21 ]        |
| Làn Sóng Xanh                   | 2012 | 10 ca sĩ được yêu thích                       | —                                  | Đoạt giải | [ 21 ]        |
| Làn Sóng Xanh                   | 2013 | 10 ca sĩ được yêu thích                       | —                                  | Đoạt giải | [ 22 ]        |
| Làn Sóng Xanh                   | 2013 | Album của năm                                 | Album Tâm                          | Đề cử     | [ 22 ]        |
| Làn Sóng Xanh                   | 2019 | Ca khúc nhạc phim được yêu thích nhất         | Ca khúc Nơi mình dừng chân         | Đề cử     |               |
| ELLE Style Awards               | 2019 | Best Cover of the Year                        | Số tháng 7/2018                    | Đoạt giải | [ 23 ]        |
| ELLE Style Awards               | 2019 | Super Icon                                    | —                                  | Đoạt giải | [ 24 ]        |
| Giải thưởng Âm nhạc Hoa Học Trò | 2001 | Ca sĩ triển vọng                              | —                                  | Đề cử     |               |
| Giải thưởng truyền hình HTV     | 2007 | Nữ ca sĩ được yêu thích nhất                  | —                                  | Đoạt giải | [ 25 ] [ 26 ] |
| Giải thưởng truyền hình HTV     | 2008 | Nữ ca sĩ được yêu thích nhất                  | —                                  | Đoạt giải | [ 26 ]        |
| Giải thưởng truyền hình HTV     | 2010 | Nữ ca sĩ được yêu thích nhất                  | —                                  | Đoạt giải | [ 26 ]        |
| Giải thưởng truyền hình HTV     | 2012 | Nữ ca sĩ được yêu thích nhất                  | —                                  | Đề cử     | [ 27 ]        |
| Ngôi sao Bạch Kim               | 2003 | Nữ ca sĩ được yêu thích nhất                  | —                                  | Đoạt giải |               |
| Ngôi sao Bạch Kim               | 2007 | Nữ ca sĩ có giọng hát xuất sắc nhất           | —                                  | Đoạt giải |               |
| Ấn tượng VTV                    | 2014 | Nghệ sĩ Ấn tượng                              | —                                  | Đoạt giải | [ 28 ]        |
| Ấn tượng VTV                    | 2014 | Khách mời Ấn tượng                            | —                                  | Đề cử     |               |
| Ấn tượng VTV                    | 2015 | Ca sĩ Ấn tượng                                | —                                  | Đoạt giải |               |
| Ấn tượng VTV                    | 2016 | Ca sĩ Ấn tượng                                | —                                  | Đề cử     |               |
| Ấn tượng VTV                    | 2018 | Ca sĩ Ấn tượng                                | —                                  | Đoạt giải | [ 29 ]        |
| Ấn tượng VTV                    | 2019 | Ca sĩ Ấn tượng                                | —                                  | Đề cử     |               |
| VTV - Bài hát tôi yêu           | 2002 | 10 ca sĩ được yêu thích nhất                  | Ca khúc Nhé anh                    | Đoạt giải | [ 30 ]        |
| VTV - Bài hát tôi yêu           | 2002 | 10 bài hát được yêu thích nhất                | Ca khúc Nhé anh                    | Đoạt giải | [ 30 ]        |
| VTV - Bài hát tôi yêu           | 2003 | 10 Video Clips (Khán giả bình chọn)           | Video âm nhạc Giấc mơ tình yêu     | Đoạt giải | [ 31 ] [ 32 ] |
| VTV - Bài hát tôi yêu           | 2003 | 5 Video Clips (Hội đồng nghệ thuật bình chọn) | Video âm nhạc Giấc mơ tình yêu     | Đoạt giải | [ 31 ] [ 32 ] |
| Vpop 20 Awards                  | 2013 | Nữ nghệ sĩ xuất sắc nhất                      | —                                  | Đề cử     |               |
| Vpop 20 Awards                  | 2013 | Top 20 ca sĩ                                  | Video âm nhạc Như một giấc mơ      | Đoạt giải |               |
| Vpop 20 Awards                  | 2013 | Music Video được yêu thích nhất               | Video âm nhạc Như một giấc mơ      | Đề cử     |               |
| Vpop 20 Awards                  | 2016 | Top 20 ca khúc của năm                        | Ca khúc Hãy về với nhau            | Đoạt giải | [ 33 ]        |
| WeChoice Awards                 | 2014 | Top 10 nhân vật truyền cảm hứng               | —                                  | Đoạt giải |               |
| WeChoice Awards                 | 2017 | Ca sĩ có hoạt động đột phá                    | —                                  | Đề cử     |               |
| WeChoice Awards                 | 2017 | Music Video được yêu thích nhất               | Video âm nhạc Đừng hỏi em          | Đề cử     |               |
| WeChoice Awards                 | 2017 | Album âm nhạc được yêu thích nhất             | Album Tâm 9                        | Đoạt giải |               |
| Yan Online Awards               | 2014 | Nghệ sĩ Toàn Mỹ                               | —                                  | Đề cử     |               |
| Zing Music Awards               | 2012 | Nghệ sĩ của năm                               | —                                  | Đề cử     | [ 34 ]        |
| Zing Music Awards               | 2015 | Nghệ sĩ của năm                               | —                                  | Đoạt giải | [ 35 ]        |
| Zing Music Awards               | 2015 | Nữ ca sĩ được yêu thích nhất                  | —                                  | Đề cử     |               |

## Thành tích khác

### Quốc tế
- Huy chương Đồng Asia New Singer Competition 2000
- Global Pop Sensations You've Never Heard Of – ABC News (2010)

### Việt Nam
- Giải Nhất Giọng ca vàng báo Mực Tím 1998
- Nhân vật tiêu biểu của năm – Đài Truyền hình Việt Nam (2001)
- Ca sĩ Trẻ tài năng – Tạp chí Đẹp (2002, 2003)
- Ca sĩ được yêu thích nhất –  Báo VietNamNet (2003)
- Lá phong –  Đại sứ quán Canada tại Thành phố Hồ Chí Minh (2004)
- Top 50 Phụ nữ ảnh hưởng nhất Việt Nam – Forbes Việt Nam (2017)
- Vinh danh – Làn Sóng Xanh (2018)
- Và một số thành tích nhỏ khác...